# Hesperia (actrice)
Pour les articles homonymes, voir Hesperia (homonymie).
Hesperia, nom d'art d'Olga Mambelli (née à Bertinoro le 9 juillet 1885 et morte à Rome le 30 mai 1959) est une actrice  italienne de cinéma, diva du cinéma muet.

## Biographie
Née à Bertinoro, près de Forlì, Olga Mambelli passe son enfance et sa première jeunesse à Meldola, également près de Forlì  . De 1907 à 1912, elle est actrice dans le théâtre de variétés. Elle est appréciée dans les théâtres européens en tant qu'interprète de tableaux vivants, populaires à l'époque.
Elle est recrutée pour le cinéma où elle se fait connaître en 1913 en tant que protagoniste du film Zuma (it)  par l'un des fondateurs de  Cines, le baron Alberto Fassini, qui en fait la compagne de l'acteur Ignazio Lupi, formant ainsi un couple artistique qui s'illustre dans l'interprétation de divers mélodrames. L'actrice est devenue  célèbre, notamment dans le film Zuma, dont l'intrigue a été écrite par le jeune Augusto Genina.
Devenue célèbre, elle passe  à la Milano Films, puis à la Tiber Film où elle devient une actrice de premier plan, prenant la place de Francesca Bertini, avec laquelle elle entame une rivalité artistique qui culmine avec la sortie simultanée de deux versions cinématographiques de La Dame aux camélias, interprétées séparément par les deux actrices.
Elle se retire de la scène en 1923, après avoir épousé le cinéaste Baldassarre Negroni, avec qui elle  a joué majoritairement joué et s'est liée avec lui à l'époque de Milano Films. En 1938, elle fait un retour au cinéma, désormais passé au son, en jouant Pride « afin de tester si ses talents d'actrice étaient également valables avec la nouvelle technique ». 

## Famille
Elle est la tante de l'actrice Pauline Polaire née Giulietta Gozzi à Ravenne (1904 - 1986).

## Filmographie partielle
- 1913 : La madre de Baldassarre Negroni
- 1913 : Un colpo di fulmine deBaldassarre Negroni
- 1913 : Un intrigo a Corte de Giulio Antamoro
- 1913 : La dama di picche de Baldassarre Negroni
- 1913 : Zuma de Baldassarre Negroni
- 1913 : La sfumatura de Giulio Antamoro
- 1913 : Metempsicosi de[Giulio Antamoro
- 1913 : Dopo la morte de Giulio Antamoro
- 1913 : La porta chiusa de Baldassarre Negroni
- 1913 : Ombra e luce de Baldassarre Negroni
- 1914 : Vizio atavico de Baldassarre Negroni
- 1914 : L'ultima battaglia de Baldassarre Negroni
- 1914 : La maschera dell'onestà de Baldassarre Negroni
- 1914 : Per la felicità degli altri de Baldassarre Negroni
- 1914 : L'ereditiera de Baldassarre Negroni
- 1914 : La danza dei milioni de Baldassarre Negroni
- 1914 : Dopo il veglione de Augusto Genina
- 1915 : La signora delle camelie de Baldassarre Negroni
- 1916 : Il potere sovrano de Percy Nash et Baldassarre Negroni
- 1916 : Anime buie de Emilio Ghione
- 1917 : La cuccagna de Baldassarre Negroni
- 1917 : L'aiglette de Baldassarre Negroni
- 1918 :Madame Flirt de Baldassarre Negroni
- 1919 :La signora senza pace de Baldassarre Negroni]
- 1919 : La fibra del dolore de Baldassarre Negroni
- 1919 : Bimbi lontani de Baldassarre Negroni
- 1920 : Chimere de Baldassarre Negroni
- 1920 : L'altro pericolo, regia di Baldassarre Negroni (1920)
- 1921 : Il figlio di Madame Sans Gêne de Baldassarre Negroni
- 1922 : La duchessa Mistero de Baldassarre Negroni
- 1923 : Il velo della colpa de Baldassarre Negroni
- 1923 : La locanda delle ombre de Ivo Illuminati et Baldassarre Negroni
- 1923 : L'ora terribile de Baldassarre Negroni
- 1938 :Orgoglio de Marco Elter.